# Primeira Liga de 2004–05
A Primeira Liga de 2004–05 foi a 71.ª edição do Campeonato Português de Futebol.
O Benfica foi o campeão nacional pela 31.ª vez na sua história

## Análise
Num dos campeonatos mais competitivos da história do futebol o português, o Benfica voltou a ser campeão nacional e assim acabando com um jejum de 11 anos que durava desde 1993/1994. Liderados pelo experiente treinador Giovanni Trapattoni e com o capitão Simão Sabrosa a brilhar a grande altura, os encarnados, apesar de terem sofrido a meia da temporada e chegando a ocupar o 5.º lugar, conseguiram arrancar para o título nacional, em especial após a vitória contra a Sporting na penúltima jornada. De realçar, nunca um campeão tinha conseguido tal feito com apenas 65 pontos do Benfica, revelador da competitividade desta liga.
O FC Porto, na ressaca de dois anos dourados e que culminou na saída do treinador José Mourinho e diversos jogadores como Deco, Ricardo Carvalho e Paulo Ferreira, sofreu uma época completamente atípica. Com 3 treinadores diferentes e vários jogadores novos, os portistas nunca conseguiram a estabilidade suficiente para alcançar o tricampeonato. Apesar disto, o FC Porto lutou até à última jornada para ser campeão.
O Sporting, liderado por José Peseiro, praticou um futebol vistoso e chegou a duas jornadas do fim com o título nas mãos. A derrota no clássico contra o Benfica afastou os leões do título que fugia desde 2002. Além desta derrota, o Sporting iria perder na última jornada também, o que afastou o clube do acesso direto à fase de grupo da Liga dos Campeões. Por fim, o Sporting perderia a final da Taça UEFA em casa contra os russos do CSKA, e assim concluindo um final de época desastroso.
O Sporting de Braga, comandado por Jesualdo Ferreira, deu continuidade à boa época anterior e acabando num excelente 4.º lugar, com o recorde de pontuação da histórica do clube bracarense (58 pontos). O Braga chegou a ocupar por várias jornadas os lugares do pódio e voltou a repetir o acesso às competições europeias.
Por fim, destacar o 5.º lugar do Vitória de Guimarães (liderado por Manuel Machado) que, após uma primeira volta modesta, arrancou para uma segunda volta fantástica e assim carimbar o regresso às competições europeias 7 anos depois.

## Classificação Final
| P  | Equipa               | J  | V  | E  | D  | GM | GS | DF  | Pts | Qualificação/Descida      |
| -- | -------------------- | -- | -- | -- | -- | -- | -- | --- | --- | ------------------------- |
| 1  | Benfica              | 34 | 19 | 8  | 7  | 51 | 31 | +20 | 65  | Liga dos Campeões da UEFA |
| 2  | FC Porto             | 34 | 17 | 11 | 6  | 39 | 26 | +13 | 62  | Liga dos Campeões da UEFA |
| 3  | Sporting             | 34 | 18 | 7  | 9  | 66 | 36 | +30 | 61  | Liga dos Campeões da UEFA |
| 4  | Sporting de Braga    | 34 | 16 | 10 | 8  | 45 | 28 | +17 | 58  | Taça UEFA                 |
| 5  | Vitória de Guimarães | 34 | 15 | 9  | 10 | 38 | 29 | +9  | 54  | Taça UEFA                 |
| 6  | Boavista             | 34 | 13 | 11 | 10 | 39 | 43 | -4  | 50  |                           |
| 7  | Marítimo             | 34 | 12 | 13 | 9  | 39 | 32 | +7  | 49  |                           |
| 8  | Rio Ave              | 34 | 10 | 17 | 7  | 35 | 35 | 0   | 47  |                           |
| 9  | Belenenses           | 34 | 13 | 7  | 14 | 38 | 34 | +4  | 46  |                           |
| 10 | Vitória de Setúbal   | 34 | 11 | 11 | 12 | 46 | 45 | +1  | 44  | Taça UEFA                 |
| 11 | Penafiel             | 34 | 13 | 4  | 17 | 39 | 53 | -14 | 43  |                           |
| 12 | Nacional             | 34 | 12 | 5  | 17 | 46 | 48 | -2  | 41  |                           |
| 13 | Gil Vicente          | 34 | 11 | 7  | 16 | 34 | 40 | -6  | 40  |                           |
| 14 | Académica            | 34 | 9  | 11 | 14 | 29 | 41 | -12 | 38  |                           |
| 15 | União de Leiria      | 34 | 8  | 14 | 12 | 29 | 36 | -7  | 38  | Taça Intertoto da UEFA    |
| 16 | Moreirense           | 34 | 7  | 13 | 14 | 30 | 43 | -13 | 34  | Liga de Honra             |
| 17 | Estoril              | 34 | 8  | 6  | 20 | 38 | 55 | -17 | 30  | Liga de Honra             |
| 18 | Beira Mar            | 34 | 6  | 12 | 16 | 30 | 56 | -26 | 30  | Liga de Honra             |

## Resultados
| 2004/ 2005           | SLB | FCP | SCP | SCB | VSC | BFC | MAR | RAV | BEL | VFC | PEN | NAC | GVC | AAC | UDL | MFC | EST | BMA |
| -------------------- | --- | --- | --- | --- | --- | --- | --- | --- | --- | --- | --- | --- | --- | --- | --- | --- | --- | --- |
| Benfica              |     | 0-1 | 1-0 | 0-0 | 2-1 | 4-0 | 4-3 | 3-3 | 1-0 | 4-0 | 1-0 | 2-1 | 2-0 | 3-0 | 1-1 | 2-0 | 2-1 | 0-2 |
| FC Porto             | 1-1 |     | 3-0 | 1-3 | 0-0 | 0-1 | 1-0 | 1-1 | 3-0 | 2-1 | 2-0 | 0-4 | 1-0 | 1-1 | 1-1 | 1-0 | 2-2 | 0-1 |
| Sporting CP          | 2-1 | 2-0 |     | 0-0 | 1-0 | 6-1 | 0-1 | 5-0 | 2-0 | 1-1 | 0-2 | 2-4 | 3-2 | 0-0 | 2-2 | 4-1 | 4-0 | 1-0 |
| Sporting de Braga    | 0-0 | 1-1 | 0-3 |     | 1-0 | 3-0 | 1-1 | 3-0 | 2-0 | 2-3 | 0-1 | 3-2 | 2-1 | 2-0 | 1-0 | 0-0 | 2-0 | 1-1 |
| Vitória de Guimarães | 1-2 | 0-1 | 2-4 | 1-0 |     | 2-0 | 1-1 | 0-0 | 1-0 | 3-1 | 2-1 | 1-1 | 2-1 | 2-1 | 1-1 | 0-0 | 1-0 | 1-0 |
| Boavista             | 1-1 | 1-0 | 0-4 | 1-2 | 2-1 |     | 3-2 | 0-1 | 2-0 | 1-1 | 2-1 | 1-0 | 2-2 | 1-0 | 0-0 | 1-1 | 0-0 | 3-0 |
| Marítimo             | 1-1 | 1-1 | 3-0 | 2-0 | 1-2 | 2-1 |     | 1-1 | 0-0 | 3-1 | 3-0 | 2-1 | 1-1 | 1-1 | 2-0 | 1-0 | 2-1 | 0-0 |
| Rio Ave              | 1-0 | 0-2 | 0-0 | 1-1 | 1-1 | 2-2 | 0-0 |     | 3-3 | 1-0 | 1-0 | 4-1 | 0-1 | 3-1 | 2-0 | 1-0 | 2-1 | 1-1 |
| Belenenses           | 4-1 | 0-1 | 1-0 | 1-2 | 1-0 | 1-2 | 3-0 | 2-1 |     | 0-0 | 4-1 | 1-0 | 0-1 | 0-0 | 2-1 | 3-0 | 3-0 | 2-0 |
| Vitória de Setúbal   | 0-2 | 0-1 | 2-0 | 1-4 | 1-0 | 0-0 | 2-0 | 2-0 | 1-2 |     | 4-0 | 1-0 | 0-0 | 1-0 | 1-1 | 2-2 | 2-2 | 1-2 |
| Penafiel             | 1-0 | 1-2 | 0-3 | 1-0 | 1-3 | 1-1 | 0-1 | 1-1 | 0-0 | 1-4 |     | 0-1 | 1-3 | 3-1 | 3-0 | 1-0 | 2-1 | 2-1 |
| Nacional             | 0-1 | 2-2 | 3-2 | 1-0 | 1-0 | 0-2 | 1-1 | 0-0 | 2-0 | 1-3 | 1-3 |     | 0-0 | 2-1 | 0-3 | 4-1 | 4-1 | 2-1 |
| Gil Vicente          | 1-1 | 0-2 | 0-3 | 0-1 | 1-3 | 0-1 | 1-0 | 3-1 | 1-0 | 2-1 | 0-1 | 3-2 |     | 0-1 | 1-1 | 3-1 | 2-0 | 2-0 |
| Académica            | 0-1 | 0-0 | 2-3 | 2-2 | 0-2 | 1-0 | 1-0 | 0-0 | 1-1 | 3-3 | 4-1 | 1-0 | 2-1 |     | 0-1 | 0-4 | 1-0 | 1-1 |
| União de Leiria      | 1-0 | 0-1 | 0-0 | 0-0 | 0-1 | 0-3 | 0-0 | 0-3 | 1-0 | 0-2 | 1-2 | 1-0 | 1-1 | 1-2 |     | 0-0 | 4-2 | 5-1 |
| Moreirense           | 1-2 | 1-1 | 1-3 | 2-1 | 0-0 | 1-1 | 1-0 | 0-0 | 0-1 | 2-2 | 2-2 | 3-2 | 1-0 | 1-0 | 0-0 |     | 1-2 | 0-0 |
| Estoril              | 1-2 | 1-2 | 1-4 | 0-1 | 0-1 | 3-3 | 0-1 | 0-0 | 1-0 | 2-1 | 3-2 | 2-0 | 2-0 | 0-1 | 1-1 | 2-0 |     | 5-0 |
| Beira-Mar            | 2-3 | 0-1 | 2-2 | 1-4 | 2-2 | 1-0 | 2-2 | 0-0 | 3-3 | 1-1 | 1-3 | 0-3 | 1-0 | 0-0 | 0-1 | 1-3 | 2-1 |     |

## Melhores Marcadores
| CI. | Jogador        | Equipa     | Golos |
| --- | -------------- | ---------- | ----- |
| 1   | Liedson        | Sporting   | 25    |
| 2   | João Tomás     | SC Braga   | 15    |
| 2   | Simão          | Benfica    | 15    |
| 4   | Wesley]        | Penafiel   | 14    |
| 5   | Antchouet      | Belenenses | 12    |
| 6   | Benni McCarthy | FC Porto   | 11    |
| 6   | Meyong         | Vitória FC | 11    |
| 8   | Zé Manuel      | Boavista   | 10    |
| 9   | Pena           | Marítimo   | 9     |
| 9   | Roberto        | Penafiel   | 9     |

## Média de Espectadores
| Clube              | Média  | +/-   |
| ------------------ | ------ | ----- |
| FC Porto           | 36.038 | 5,6%  |
| Benfica            | 35.053 | 23,4% |
| Sporting           | 29.887 | 3,5%  |
| V. Guimarães       | 15.199 | 41,7% |
| SC Braga           | 11.303 | 19,7% |
| Académica          | 9.357  | 21,6% |
| Boavista           | 9.137  | 57,4% |
| Beira-Mar          | 6.317  | 9,6%  |
| Vitória de Setúbal | 5.412  | Novo  |
| UD Leiria          | 5.061  | 8,1%  |
| Gil Vicente        | 4.431  | 58,9% |
| Penafiel           | 4.118  | Novo  |
| Belenenses         | 4.029  | 24,7% |
| Marítimo           | 3.882  | 18,0% |
| Rio Ave            | 3.618  | 8,8%  |
| Estoril            | 3.312  | Novo  |
| Moreirense         | 3.218  | 11,8% |
| Nacional           | 1.859  | 39,0% |
| TOTAL              | 10.624 | 12,2% |
| Fonte              | [ 2 ]  | [ 2 ] |